# Chynów (Zielona Góra)
Chynów (do 1945 niem. Kühnau) – dzielnica miasta Zielona Góra zlokalizowana w jej północnej części, na rozwidleniu tras wylotowych z centrum miasta do dzielnic Zawada (ul. Poznańska) i Krępa (ul. Truskawkowa), na północ od obwodnicy (drogi krajowej nr 32). Do 1 stycznia 1962 wieś, znajdowała się w niej w XIX wieku niewielka kopalnia węgla brunatnego, po wyczerpaniu złoża zamknięta.
W północnej części dzielnicy budowana jest infrastruktura techniczna pod nowo powstałe osiedle mieszkaniowe – osiedle Kolorowe. Na terenie Chynowa do początku 2008 r. znajdowała się giełda samochodowa.
W latach 1954–1957 wieś należała i była siedzibą władz gromady Chynów, po jej zniesieniu w gromadzie Zawada, a od 1962 r. część miasta Zielona Góra.
Chynów leży w obszarze działania Parafii Niepokalanego Poczęcia Najświętszej Maryi Panny, której kościół znajduje się przy ul. Chynowskiej.